# Cieszyce (województwo zachodniopomorskie)
Cieszyce (niem. Karolinenhof) – osada w północno-zachodniej Polsce, położona w województwie zachodniopomorskim, w powiecie gryfickim, w gminie Brojce, należąca do sołectwa Mołstowo.
Według danych z 5 czerwca 2009 osada miała 45 mieszkańców.
Cieszyce znajdują się w odległości ok. 1,5 km na północ od Brojc i ok. 14 km na północny wschód od Gryfic.
Miejscowość została założona jako folwark majątku Mołstowo w 1829 r. przez ród von Blittersdorf. Wchodziła w skład Niemiec do 1945 r. jako część gminy (Gemeinde - odpowiednik polskiego sołectwa) Mołstowo. Od 1945 r. w granicach Polski, w latach 1946-1998  miejscowość administracyjnie należała do województwa szczecińskiego.
Na skrzyżowaniu do Cieszyc znajduje się przystanek, przez który przebiegają linie autobusowe do Gryfic, Trzebiatowa i Brojc.